# 志村一矢
志村 一矢（しむら かずや、1977年 - ）は、日本の男性ライトノベル作家。日本ジャーナリスト専門学校卒業。1998年、『月と貴女に花束を』で第5回電撃ゲーム小説大賞で選考委員特別賞を受賞し、同作品でデビュー。

## 作品リスト

### 電撃文庫
- 月と貴女に花束を（全6巻+外伝2巻）
- 麒麟は一途に恋をする（全7巻）
- きみと歩くひだまりを（全4巻）
- 竜と勇者と可愛げのない私（全8巻+1巻）
- モブ恋（全3巻）
- 最強賢者夫婦の子づくり事情 炎と氷が合わさったら世界を救えますか?（既刊1巻）

### メディアワークス文庫
- ミュース 翡翠の竜使い（1巻）